# Радунић
Радунић је насељено место у саставу општине Мућ, Сплитско-далматинска жупанија, Република Хрватска.

## Историја
До територијалне реорганизације у Хрватској налазио се у саставу старе општине Солин.

## Становништво
На попису становништва 2011. године, Радунић је имао 86 становника.
| Број становника по пописима | Број становника по пописима | Број становника по пописима | Број становника по пописима | Број становника по пописима | Број становника по пописима | Број становника по пописима | Број становника по пописима | Број становника по пописима | Број становника по пописима | Број становника по пописима | Број становника по пописима | Број становника по пописима | Број становника по пописима | Број становника по пописима | Број становника по пописима |
| --------------------------- | --------------------------- | --------------------------- | --------------------------- | --------------------------- | --------------------------- | --------------------------- | --------------------------- | --------------------------- | --------------------------- | --------------------------- | --------------------------- | --------------------------- | --------------------------- | --------------------------- | --------------------------- |
| 1857                        | 1869                        | 1880                        | 1890                        | 1900                        | 1910                        | 1921                        | 1931                        | 1948                        | 1953                        | 1961                        | 1971                        | 1981                        | 1991                        | 2001                        | 2011                        |
| 0                           | 0                           | 174                         | 193                         | 215                         | 238                         | 238                         | 280                         | 256                         | 248                         | 237                         | 212                         | 160                         | 112                         | 85                          | 86                          |

Напомена: У 1857. и 1869. подаци су садржани у насељу Доње Огорје.

### Попис1991.
На попису становништва 1991. године, насељено место Радунић је имало 112 становника, следећег националног састава:
| Попис 1991.‍  | Попис 1991.‍  | Попис 1991.‍ | Попис 1991.‍ | Попис 1991.‍ |
| ------------ | ------------ | ----------- | ----------- | ----------- |
|              |              |             |             |             |
| Хрвати       | Хрвати       |             | 108         | 96,42%      |
| неопредељени | неопредељени |             | 2           | 1,78%       |
| непознато    | непознато    |             | 2           | 1,78%       |
| укупно: 112  |              |             |             |             |